# Piotr Outkine
Pour les articles homonymes, voir Outkine.
Piotr Savvitch Outkine (en russe : Пётр Саввич Уткин), né le 9 octobre 1877 à Tambov et mort le 17 octobre 1934 à Léningrad), est un peintre symboliste russe. Un des organisateurs en 1904 à Saratov de l'exposition symboliste la « Rose écarlate », de l'exposition de 1907 à Moscou « La Rose bleue », de « La Toison d'Or » (Moscou,1908-1910). Membre de l'association « Mir iskousstva » (Le Monde de l'Art) (à partir de 1910). La plus grande partie de ses œuvres a été détruite dans un incendie à Leningrad au cours de la Seconde Guerre mondiale.

## Biographie
Piotr Outkine est né à Tambov le 8 octobre 1877. Après avoir reçu une formation artistique à Saratov, en 1897 il entra à École de peinture, de sculpture et d'architecture de Moscou, jusqu'en 1907. Il étudia chez Isaac Levitan, Constantin Korovine, Valentin Serov. Après la révolution il enseigna à l'École des Beaux-Arts de Saratov "Bogalioubov", à l'Institut de peinture de sculpture et d'architecture « Répine » de l'académie des Beaux-Arts de Russie.
Puis il fut nommé professeur à l'Académie des Beaux-Arts de Leningrad.

## Travaux
Ses œuvres sont influencées surtout par celles de Victor Borissov-Moussatov. La plupart de ses tableaux ont des tonalités gris-bleu. Ils datent presque tous d'avant la révolution d'Octobre (1917). 
Ses œuvres sont souvent pénétrées par les rythmes de l'eau. "Vision" (1905) exprime l'étrange vision de personnages au bord de l'eau qui semblent faits de la substance même des vagues. Derrière ces figures ondoyantes, une vague s'élève, sorte de nuage d'eau éclairé par une main invisible.

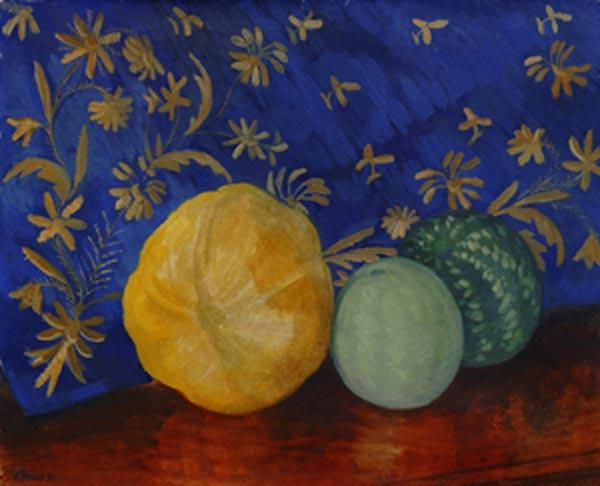
Nature morte par Outkine.

Il est aussi l'auteur d'œuvres de faïence. 

## Sources
- art-catalog.ru
- Camilla Gray : L'Avant-garde russe dans l'art moderne,1863-1922. Thames et Hudson. Paris. 2003.  (ISBN 2-87811-218-0).
- Ida Hoffman : Le symbolisme russe, la rose bleue. Europalia Russia  (ISBN 90-6153-610-3).